# Dicyemennea eltanini
Dicyemennea eltanini är en djurart som tillhör fylumet rhombozoer, och som beskrevs av Short och Powell 1969. Dicyemennea eltanini ingår i släktet Dicyemennea och familjen Dicyemidae.
Artens utbredningsområde är Södra Ishavet. Inga underarter finns listade i Catalogue of Life.